# Dirk Robbeets
Dirk Robbeets (Leuven, 12 augustus 1956) is Leuvens politicus en tweede schepen van de stad Leuven.
Dirk Robbeets is sinds begin 1995 onafgebroken Schepen van Openbare Werken.
Robbeets werkt vooral rond thema's als mobiliteit, verkeer en werd bekend toen hij bij het begin van zijn carrière in de riolen van Leuven kroop.
Ook ging hij ten aanval tegen de kauwgom. Hij liet met behulp van een Duitse machine de Bondgenotenlaan volledig kauwgomvrij maken.